# Gornji Bučumet
Gornji Bučumet (cyr. Горњи Бучумет) – wieś w Serbii, w okręgu jablanickim, w gminie Medveđa. W 2011 roku liczyła 96 mieszkańców.